# Tuzla
Tuzla (Cirílico: Тузла) es una ciudad y municipio de Bosnia y Herzegovina. En el censo de 1991, contaba con 131.000 habitantes. Teniendo en cuenta la afluencia de refugiados durante las guerras, se estima que cuenta actualmente con 160.000 habitantes. Después de Sarajevo, Banja Luka y Zenica, Tuzla es la cuarta ciudad más poblada de Bosnia y Herzegovina, así como la capital del cantón de Tuzla y del municipio del mismo nombre. El nombre "Tuzla" se deriva de la palabra turca "sal", y se refiere a los grandes depósitos de sal hallados bajo la ciudad.

## Geografía
Tuzla se encuentra en 44°32′17″N 18°40′34″E / 44.53806, 18.67611, en la parte noreste de Bosnia, situada justo debajo de la cordillera Majevica, junto al río Jala. La zona central se encuentra orientada en un plano este-oeste, con zonas residenciales en el norte y sur de la ciudad, situadas en Ilinčica, colinas Kicelj y Gradina. El clima es moderado continental.

## Historia
Mencionada por primera vez en 950 como un territorio perteneciente a Hungría, la ciudad más tarde fue mencionada por los historiadores como Soli. Soli significa "sales" en bosnio, croata o idioma serbio y el nombre actual de la ciudad significa "lugar de la sal en turco. Sin embargo, hay evidencias arqueológicas que demuestran que Tuzla fue un rico asentamiento neolítico, y, por tanto, habitada continuamente desde hace más de 6000 años, lo que hace de Tuzla uno de los lugares habitados más antiguos de Europa. Un museo al aire libre, el Solni Trg, inaugurado en 2004, cuenta la historia de la producción de sal en Tuzla. 
En diciembre de 1944, la ciudad fue atacada sin éxito por las fuerzas chetnik de Draža Mihailović junto con el Cuerpo Serbio de Asalto. Después de la guerra se convirtió en uno de los principales centros industriales y culturales del comunismo en la antigua Yugoslavia. En las elecciones de 1990 los reformistas ganaron el control del municipio, siendo el único en Bosnia, donde no ganaron los nacionalistas. 
Durante la guerra de Bosnia, 1992-1995 la ciudad fue el único municipio no gobernado por autoridades nacionalistas, y fue sitiada por las fuerzas nacionalistas serbias, no librándose de las atrocidades de la guerra. El 15 de mayo de 1992 tuvo lugar la masacre de la columna del Ejército Popular Yugoslavo, una batalla entre fuerzas locales mal armadas leales al gobierno y la Brigada Motorizada 92.ª del Ejército Popular Yugoslavo (JNA). El incidente ocurrió en el cruce central de Brčanska Malta, en el momento en que el JNA estaba realizando una retirada pactada de la ciudad, llevándose consigo todas las armas que pertenecían a la Guardia Nacional. Al menos 92 miembros del JNA y reservistas serbios (de las áreas circundantes, que se unieron al ejército) resultaron muertos por los disparos y explosiones de todo el material militar cargado en los camiones, además de 33 heridos.
El 25 de mayo de 1995, se produjo la Masacre de Tuzla: En las primeras horas de la tarde del 25 de mayo de 1995, el Ejército de la República Srpska bombardeó una zona de reunión de jóvenes en una parte de la ciudad llamada Kapija, utilizando una pieza M-46 de artillería de 130 mm situada cerca de la aldea de Panjik, en el monte Ozren, unos 25 km al oeste de Tuzla. 71 personas resultaron muertas y más de 200 heridas. Todas las víctimas eran civiles y la mayoría tenían entre 18 y 25 años.
Luego de los Acuerdos de Paz de Dayton, Tuzla fue la sede de las Fuerzas Estadounidenses de la División Plurinacional (MND) durante la Operación Conjunta Endeavour IFOR y la subsiguiente SFOR.

## Demografía

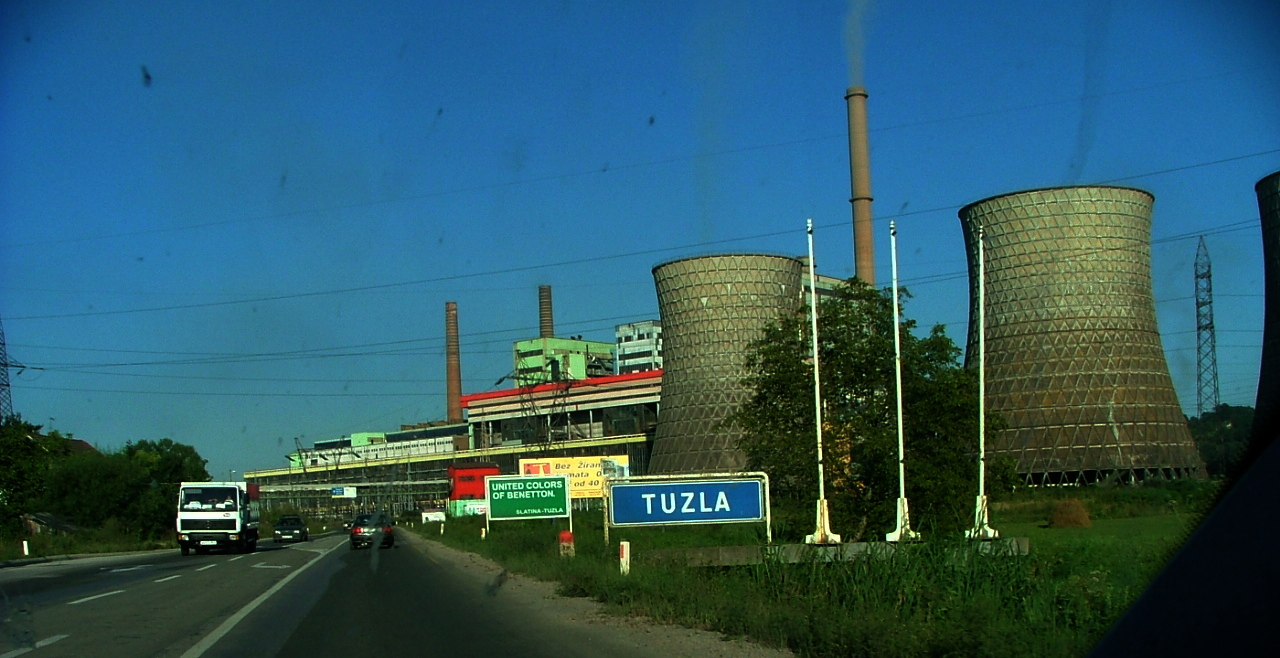
Entrada a Tuzla.

### Censo de 1971
Total: 107.293
- 53.271 (49.65%) - Bosnios
- 27.735 (25.84%) - croatas
- 21.089 (19.65%) - Serbios
- 2.540 (2.36%) - Yugoslavos
- 2.658 (2.47%) - Otros y desconocidos

### Censo de 1981
Total: 121.717
- 52.400 (43,05%) - Bosnios
- 24.811 (20,38%) - Croatas
- 20.261 (16,64%) - Serbios
- 19.059 (15,65%) - Yugoslavos
- 5.186 (4,26%) - Otros y desconocidos

### Censo de 1991
Total: 131.618
- 62.669 (47,61%) - Bosnios
- 21.995 (16,71%) - Yugoslavos
- 20.398 (15,49%) - Croatas
- 20.271 (15,40%) - Serbios

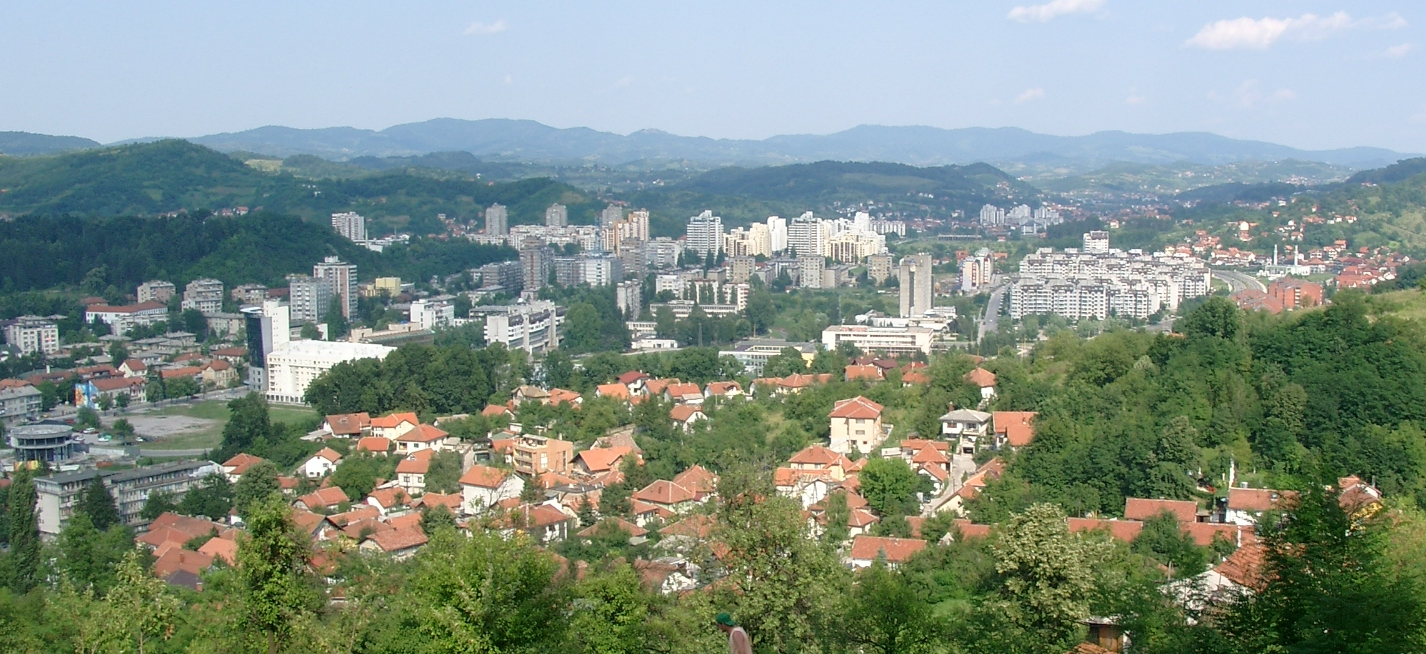
Tuzla.

- 6.285 (4,77%) - Otros y desconocidos

Solo la ciudad:
Total: 83.770
- 44.091 (52,63%) - Bosnios
- 16.302 (19,46%) - Yugoslavos
- 13.137 (15,68%) - Serbios
- 6.328 (7,55%) - Croatas
- 3.912 (4,66%) - Otros y desconocidos

## Tuzla contemporánea
La ciudad tiene, como parte de su parque central, el único lago salado de Europa, cuyas orillas son visitadas por unas 100.000 personas cada año. Uno de los más influyentes escritores de los Balcanes, Meša Selimović proviene de Tuzla. Además, la ciudad organiza el Festival anual del libro Meša Selimović (julio), en el que se premia la mejor novela escrita en las lenguas de Bosnia y Herzegovina, Croacia, y Serbia y Montenegro. La primera compañía de teatro profesional de Tuzla,Narodno Pozorište u Tuzli, fue fundado por los hermanos Mihajlo y Živko Crnogorčević en 1944. 

Mezquita del Rey Abdullah bin Abdulaziz Al Saud

Tuzla es la sede del Cantón Tuzla, que es un cantón de la Federación de Bosnia y Herzegovina, así como del municipio de Tuzla, que es uno de los 13 que constituyen el Cantón. Administrativamente, Tuzla se divide en 39 mjesne zajednice (distritos locales). 
Aparte de Tuzla, el municipio incorpora varios otros asentamientos adyacentes, incluida la ciudad de Gornja Tuzla (Alto Tuzla), así como las aldeas de Husino, Par Selo, Simin Han, Obodnica, Kamenjaši, Plano , Šići, Slavinovići, y otras.
El alcalde del municipio es Jasmin Imamović, un escritor y abogado nacido en 1957, del Partido Socialdemócrata de Bosnia y Herzegovina. Fue reelegido para un segundo mandato en 2004.
El Ayuntamiento de Tuzla cuenta con 30 miembros, de los siguientes partidos: 
- Partido Socialdemócrata de Bosnia y Herzegovina (SDP) - 14 miembros
- Partido de Acción Democrática (SDA) - 6 miembros
- Partido Bosnio (BOSS) - 4 miembros
- Partido para Bosnia y Herzegovina (Sbih) - 2 miembros
- Partido Popular para la Mejora de Trabajo (Narodna stranka Radom za boljitak) - 2 miembros
- Unión Democrática Croata de Bosnia y Herzegovina (HDZ) - 2 miembros.

La presidenta del Concejo Municipal, Nada Mladina, es miembro de la SDP. Las extracciones de los depósitos de sal de la ciudad, sobre todo en el siglo XX, han causado hundimientos en el centro urbano. Estructuras de la "zona de hundimiento" se han derrumbado o han sido demolidas, y hay pocas construcciones en la ciudad de antes del siglo XX, a pesar de haber sido fundada hace más de 1000 años. 
Tuzla tiene un aeropuerto internacional situado en Dubrave (IATA código: TZL), y una eficaz y bien desarrollada red de autobuses públicos. Existen planes para introducir una red de trolebús en la ciudad. 
El aeropuerto se abrió a las aeronaves civiles solo recientemente. El aeropuerto comprendía una parte de "Eagle Base", una base militar norteamericana que ha sido la sede de las tropas de la OTAN que prestaron servicios en la SFOR, la Fuerza de estabilización de Bosnia (después sustituida por EUFOR).
Varios equipos deportivos de Tuzla han participado en competiciones internacionales. La mayoría de los equipos deportivos de Tuzla se denominan Sloboda,que significa libertad. Los deportes más populares en Tuzla incluyen fútbol ( FK Sloboda ); baloncesto (KK Sloboda-Dita ) , Karate (KBS-Tuzla Sinalco) y muchos otros. El equipo de baloncesto femenino KK-Jedinstvo Aida fue campeón de Europa a finales de los ochenta, con la más famosa deportista de Tuzla en su plantilla, Razija Mujanović. 
Tuzla es la sede de la Universidad de Tuzla, con más de 10 000 estudiantes. También existe en la ciudad la Clínica Cardiovascular, como parte del Centro Clínico, y que es la más alta institución de cardiología y cirugía cardíaca del país. El 1 de septiembre de 2007, 6.980 parejas se besaron durante 10 segundos en Tuzla, superando el anterior récord Guinness de Filipinas y Hungría. El historial ahora espera la certificación oficial.

## Ciudades hermanadas
- Osijek, Croacia,
- Pécs, Hungría,
- Hospitalet de Llobregat, España.
- Bolonia, Italia,
- Rávena, Italia,